# Studienbibliothek Dillingen
Die Studienbibliothek Dillingen in Dillingen an der Donau als Nachfolger der Universitätsbibliothek Dillingen ist die Regionalbibliothek des Freistaates Bayern im nördlichen Schwaben. Als wissenschaftliche Bibliothek steht sie allen Interessenten aus der Region für wissenschaftliche Zwecke sowie für die berufliche Arbeit und die Fortbildung zur Verfügung.

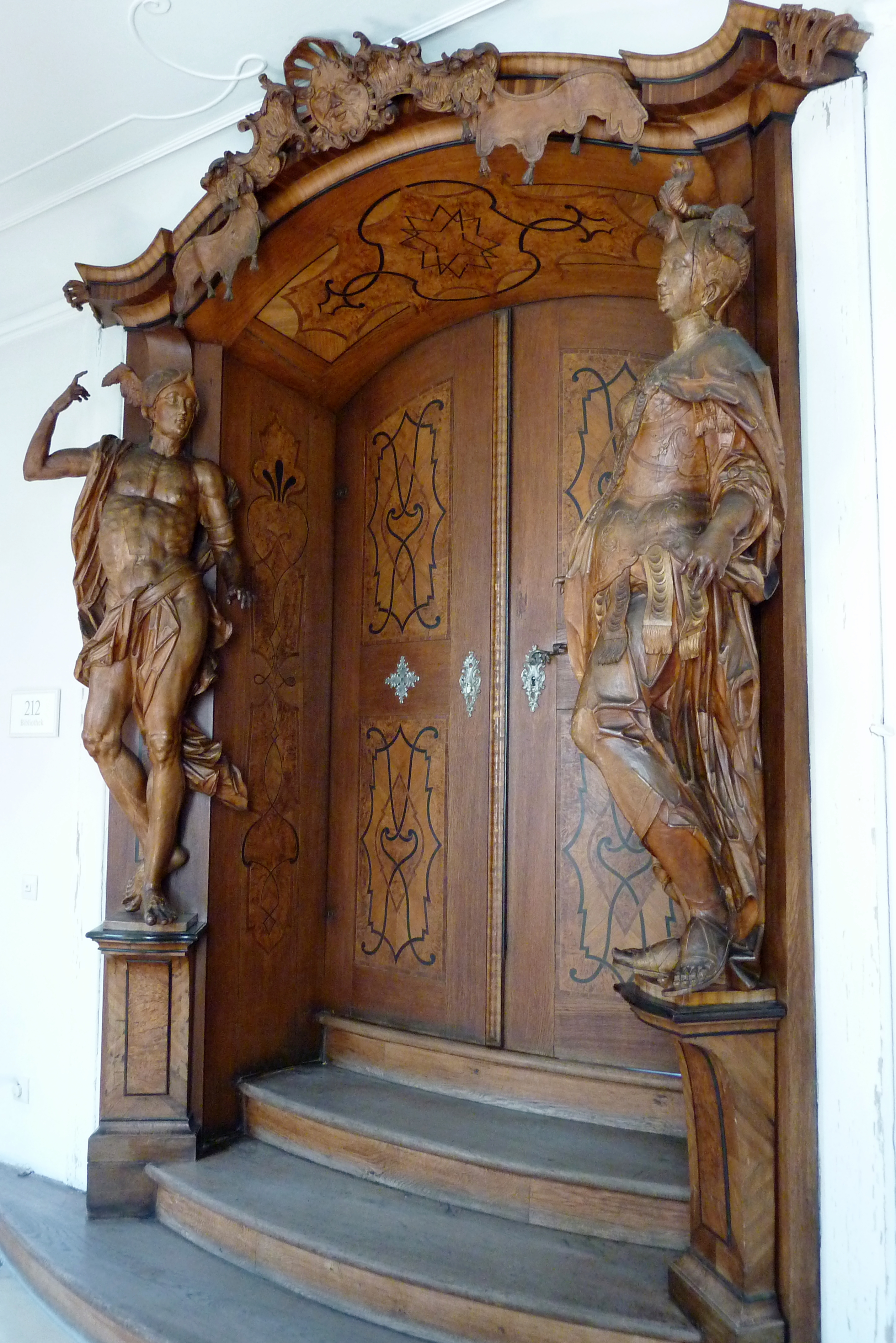
Tür zum historischen Bibliothekssaal der Universitätsbibliothek

## Bestand
Die Studienbibliothek Dillingen verfügt über einen Bestand von 173.029 Medieneinheiten und 173 Zeitschriften.
Der Altbestand an Handschriften und seltenen Drucken umfasst:
- Handschriften: 493 (+ Fragmente)
- Inkunabeln: 825

## Geschichte
Man geht davon aus, dass die Dillinger Hochschule bereits bei ihrer Gründung durch den Augsburger Fürstbischof Otto Truchsess von Waldburg mit einer Bibliothek ausgestattet wurde. 1567 wurde die Bibliotheca im novum Collegium, dem 1565/68 errichteten Konviktbau der Professoren des Collegium Soc. Jesu Dilingae B.V.M. (Dillinger Kolleg der Gesellschaft Jesu von der Seligen Jungfrau Maria), untergebracht und 1577 an dessen Westseite in einen Raum verlegt, der schlecht als Wohnraum zu nutzen war. Als in den Jahren 1713 bis 1738 dieses Gebäude durch eine großzügige Vierflügelanlage ersetzt wurde, richtete man dort im Nordflügel, in dessen zum Garten vorspringenden Mittelrisalit, eine über das zweite und dritte Stockwerk reichende Bibliothek ein, deren Dach noch heute von einem Dachreiter bekrönt wird. In den beiden unteren Etagen befanden sich das Refektorium und ein Rekreationsraum. Der Buchbestand der Bibliothek war im Lauf der Zeit stark angewachsen und musste den Ansprüchen einer Universität mit vier Fakultäten, die ein Humanistisches Gymnasium miteinschloss, genügen.
Nach der Aufhebung des Jesuitenordens durch Papst Clemens XIV. im Jahr 1773 gelangte die Universität an das Hochstift Augsburg und infolge der Säkularisation in Bayern 1802 an das Kurfürstentum und spätere Königreich Bayern. Am 3. November 1803 hob der neue Landesherr Maximilian die Universität auf. In Dillingen verblieben das Gymnasium und das Priesterseminar. Die Universität wurde in ein Lyceum umgewandelt und die ehemalige Universitätsbibliothek wurde in Kreis- und Studienbibliothek, von 1806 bis 1918 mit dem Zusatz Königlich versehen, umbenannt. Die 1923 gegründete Philosophisch-Theologische Hochschule Dillingen wurde im April 1971 als Katholisch-Theologischer Fachbereich der 1970 gegründeten Universität Augsburg angegliedert. In den Gebäuden wurde 1971 die Akademie für Lehrerfortbildung eingerichtet, die 1996 in Akademie für Lehrerfortbildung und Personalführung umbenannt wurde. Die Akademie untersteht direkt dem Bayerischen Staatsministerium für Unterricht und Kultus.
Zu Beginn des 19. Jahrhunderts wurde die Bibliothek durch die Bestände der säkularisierten Klöster Wettenhausen, Elchingen und Fultenbach erheblich bereichert. Nach Friedrich Zoepfl kamen aus dem Kloster Elchingen über 5000 Bände. Von den 4000 Büchern aus dem Kloster Fultenbach verblieben nach Aussortierung in Dillingen über 1100 Bände. Aus dem Kloster Wettenhausen übernahm die Studienbibliothek über 2500 Bände.
Die Bibliothek, die sich zwischenzeitlich weit über den ursprünglichen Bibliothekssaal ausgebreitet hatte, wurde 1965 ausgelagert und an ihren heutigen Standort, das Gebäude des alten Gymnasiums, verlegt. An dieser Stelle befand sich das Kosthaus, das sogenannte Domus S. Hieronymi, das 1579/80 als Unterkunft für mittellose Studenten errichtet und 1697 erneuert worden war. 1724/25 wurde dort das heutige Gebäude errichtet, in dem bis zum Bau des Johann-Michael-Sailer-Gymnasiums in den 1960er Jahren das alte Gymnasium untergebracht war. Um den Bestand von 140 000 Bänden aufnehmen zu können, wurde das ehemalige Gymnasium umgebaut und im Innern entkernt. Außerdem wurden ein Ausstellungsraum und ein Lesesaal mit 3500 Bänden eingerichtet. Im historischen Bibliothekssaal werden weiterhin besonders wertvolle Werke aufbewahrt wie eine Inkunabel oder Exlibris aus dem 15. Jahrhundert, die als die ältesten im deutschen Sprachraum gelten.